# Bahnhof Plombières-les-Bains
Der lothringische Bahnhof Plombières-les-Bains war als Endbahnhof der Stichbahn Aillevillers–Plombières-les-Bains von seiner Eröffnung 1878 an bis zu seiner Schließung 100 Jahre später am 1. Oktober 1978 zwar für die jeweilige Eisenbahngesellschaft von untergeordneter Bedeutung, aber für die Gemeinde Plombières-les-Bains neben der Bereitstellung von Infrastruktur ein Gradmesser ihrer Bedeutung.

## Lage
Das Bahnhofsgebäude liegt im engen Talgrund am rechten Ufer des Flusses Augronne nahe dem Ortsende aus Richtung Aillevillers. Die Bahnstrecke ist heute noch gut sichtbar, die dazugehörigen Grundstücke befinden sich jedoch teilweise in privater Hand. Sämtliche Gleisanlagen sind entfernt. Der ehemalige Bahnhofsvorplatz sowie das Gleisvorfeld sind heute zu Parkplätzen verwandelt worden für das 2001 im Bahnhofsgebäude eröffnete Kasino. Der Personentransport ist durch eine Buslinie sichergestellt.

## Geschichte

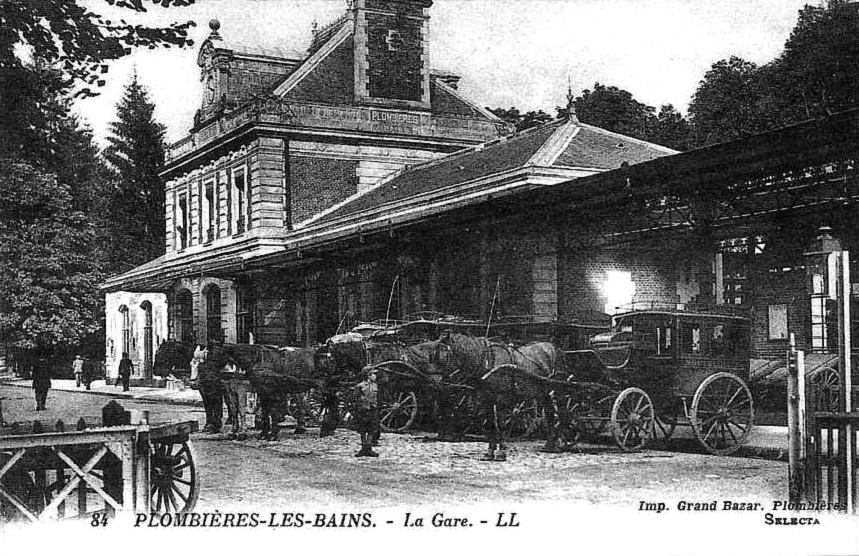
Bahnhof um 1900

Zur Zeit des Bahnhofbaus war Plombières als Badeort bei seinen Kurgästen sehr beliebt und weit über die Region hinaus bekannt. Persönlichkeiten aus Politik und Kultur stiegen hier ab; der Bau und Betrieb einer Eisenbahnlinie erleichterte die Anreise wesentlich. Mit dem saisonalen Verkehr der Train d’eaux (Wasserzüge) war es möglich, innerhalb von fünf Studen von Paris-Est anzureisen, ohne umzusteigen. Die Verantwortung für Bau und Betrieb oblag der Compagnie des Chemins de fer de l’Est (Französische Ostbahn), die mit der Bahnstrecke Paris–Strasbourg ab 1852 den Anfang des Streckennetzes in Lothringen und im Elsass legte. Es folgten die Bahnstrecke Blainville-Damelevières–Lure bis Aillevillers (1863) und schließlich von dort die Verbindung nach Plombières-les-Bains. Besonders erfolgreich war die Strecke in der Zeit zwischen den beiden Weltkriegen. Der Zug war zuletzt sechs Stunden unterwegs.
In der zweiten Hälfte des 20. Jahrhunderts ging die Bedeutung von Plombières sukzessive zurück und damit auch das Verkehrsvolumen, noch verstärkt durch die Individualisierung des Personenverkehrs. Viele Hotels mussten schließen; heute ist nur noch ein Bruchteil der ehemaligen Kapazitäten vorhanden. Eine Aufrechterhaltung dieser Strecke und damit die Bedienung als Bahnhof machte daher wirtschaftlich keinen Sinn mehr. Mit der Umnutzung als Casino seit November 2001 nach jahrelangem Leerstand ist eine erneute Nutzung in alter Funktion nicht wahrscheinlich. Die Ausstattung des Spielkasinos erinnert an den Luxus und das Ambiente aus vergangenen Tagen. Das Etablissement wird von der 1973 gegründeten Groupe Partouche geführt.
Der Güterumschlag wurde 1978 geschlossen.

## Anlage

### Gebäude
Das langgestreckte Gebäude mit Satteldach wurde in Backsteinarchitektur errichtet. Die lisenenartigen Bossenbauwerke sind aus örtlichem hellem Sandstein. Das über zwei Stockwerken errichtete Zwerchhaus zeigt zur Straßenseite hin eine Uhr, die noch heute erhalten ist. Insgesamt ist der Bauzustand nach umfangreichen Renovierungen im Zuge der Umnutzung als gut zu bezeichnen. Sowohl zum Gleis hin als auch zur Straße werden Vordächer von reich verzierten, gusseisernen Säulen getragen, die als Bahnsteigüberdachung zum einzigen Bahnsteiggleis hin ihre Fortsetzung finden. Dem dreiachsigen Zentralbau sind zwei weitere je dreiachsige, aber nur einstöckige, leicht zurückgesetzte Gebäudeteile vorgelagert, die als Warteräume und für die Gepäckaufbewahrung vorgesehen waren.

### Gelände
Neben dem einzigen Bahnsteiggleis gab es geländetechnisch bedingt lediglich ein weiteres Gleis, das zum Ausziehen der Lokomotive sowie ein Stumpfgleis, das zum Abstellen einzelner Wagen vorgesehen war. Ein anderes Gleis führte entlang der Strecke und war für den Güterverkehr vorgesehen. Das Bahnsteiggleis hatte in Höhe des Güterschuppens auch auf seiner anderen Seite einen Bahnsteig, um einen schnellen Gepäckumschlag zu ermöglichen.